# Caso Brewer Carías vs. Venezuela
El caso Brewer Carías vs. Venezuela es una caso de la Corte Interamericana de Derechos Humanos del 26 de mayo de 2014 relativo a la actuación del Estado de Venezuela respecto al jurista Allan Brewer Carías.

## Antecedentes
Durante el Golpe de Estado en Venezuela de 2002, el presidente Pedro Carmona le hizo una llamada telefónica al jurista Allan Brewer Carías para pedirle que revisara el proyecto del Acta de Constitución del Gobierno de Transición Democrática y Unidad Nacional. Para ello fue trasladado al fuerte Tiuna, donde le mostraron un borrador de autoría desconocida con la estuvo completamente desacuerdo y en cuya redacción no participó por considerar que la propuesta se apartaba del constitucionalismo y violaba la Carta Democrática Interamericana de la OEA. Todo esto se lo hizo saber a Carmona por teléfono, sin llegar a reunirse con él personalmente.
En 2005 el gobierno de Hugo Chávez acusó a Brewer Carías de ser el redactor del llamado decreto Carmona, por lo cual la Fiscalía le decretó prisión preventiva y Allan Brewer Carías se exilió en Estados Unidos.

## Fallos
El 24 de enero de 2007 la Comisión Interamericana de Derechos Humanos recibió una petición sobre el caso de la responsabilidad del gobierno venezolano por la persecución política del constitucionalista Allan Brewer Carías que concluyó en 2014 con un fallo de la Corte a favor del Estado de Venezuela debido a la falta del agotamiento de recursos internos.
En diciembre de 2021 el Comité de Derechos Humanos de las Naciones Unidas determinó que Venezuela violó los derechos del jurista Allan Brewer Carías de ser juzgado por un tribunal independiente y su presunción de inocencia.